# Edwin Birdsong
Edwin L. Birdsong (Los Angeles, 22 agosto 1941 – Inglewood, 21 gennaio 2019) è stato un tastierista e organista statunitense, noto tra gli anni 1970 e gli anni 1980 per la sua musica sperimentale a metà tra il funk e la disco music.
Pur non avendo ottenuto molto successo nelle classifiche, sviluppò una forte fanbase e i suoi brani sono stati campionati da diversi artisti musicali, in particolare i Daft Punk (che in Harder, Better, Faster, Stronger hanno utilizzato la base musicale di Cola Bottle Baby) e Gang Starr (che nella loro canzone Skills hanno campionato il singolo Rapper Dapper Snapper).

## Biografia
Birdsong era figlio di un ministro battista e crebbe in un ambiente religioso strettamente fondamentalista. Frequentò il Los Angeles Community Choir, dopodiché prestò servizio nell'esercito durante l'era della guerra del Vietnam, permanendo di stanza in Germania. Continuò a suonare nei club tedeschi, per poi trasferirsi a New York per intraprendere la sua carriera musicale. Lì diresse un trio jazz e blues, ma ebbe scarso successo. Durante il soggiorno a New York frequentò la Manhattan School of Music e la Juilliard School come specialista in composizione.
Nel 1971 firmò un contratto discografico con l'etichetta discografica Polydor, con cui pubblicò i suoi primi due album, What It Is e Supernatural. In seguito pubblicò gli album Dance of Survival con la Bamboo nel 1975 ed Edwin Birdsong con la Philadelphia International nel 1979, che includeva il singolo Phiss-Phizz. Inoltre ha collaborato a lungo con Roy Ayers, co-producendo tre dei suoi album e scrivendo con lui i testi di Running Away e Freaky Deaky.
Pur smettendo gradualmente di produrre la propria musica, continuò a suonare per molti artisti famosi, tra cui Stevie Wonder, ed è stato mentore all'inizio della carriera dell'artista e produttore hip-hop Funkghost.

## Discografia

### Album
- What It Is (1972, Polydor)
- Supernatural (1973, Polydor)
- Dance of Survival (1975, Bamboo)
- Edwin Birdsong (1979, Philadelphia International)
- Funtaztik (1981, Uni Records, Salsoul)

### Singoli
| Anno | Singolo                                         | US R&B |
| ---- | ----------------------------------------------- | ------ |
| 1973 | Rising Sign                                     | -      |
| 1973 | Turn Around Hate (Communicate)                  | -      |
| 1975 | Dance of Survival                               | -      |
| 1978 | Kunta Dance                                     | -      |
| 1979 | Phiss-Phizz                                     | -      |
| 1979 | Cola Bottle Baby                                | -      |
| 1979 | Lollipop/Freaky Deaky Sities                    | -      |
| 1980 | Rapper Dapper Snapper                           | 65     |
| 1981 | Funtazik                                        | -      |
| 1982 | She's Wrapped Too Tight (She's a Button Buster) | 55     |
| 1984 | Perfect Love'n                                  | -      |
| 1985 | Too Good to Go (When You Get It Right)          | -      |
| 1985 | Son of a Rapper Dapper Snapper                  | -      |
| 1986 | For My Self                                     | -      |
| 1987 | Percolator                                      | -      |